# Постум II
Постум II или Постум Младши (на латински: Postumus II; † 269) e римски съ-император на Галската империя.
Според Historia Augusta той е син на Постум (260 – 268), първият император на Галската империя. Баща му го издига на цезар и по-късно на Август и съимператор. Заедно с баща му той е убит по времето на бунта на Лелиан.
Постум Младши е надарен оратор и неговите речи Controversiae са поместени в Declamationes на Квинтилиан.
Постум Младши се смята за неисторически, заради липса на сведения.